# Noret, Skælskør
Noret är en sjö i Danmark.   Den ligger omedelbart norr om staden Skælskør i Region Själland, i den sydöstra delen av landet, 90 km sydväst om Köpenhamn. 